# 牛顿高地站
牛顿高地站（英語：Newton Highlands station）是马萨诸塞州波士顿轻轨绿线D支线车站，车站位于牛顿市牛顿高地社区。车站于1959年7月4日启用。
最早于1852年，查尔斯河铁路在此设立通勤火车站。车站波士顿至奥尔巴尼铁路公司仓库由亨利·霍布森·理查森设计，建于19世纪80年代，周围景观设计为弗雷德里克·罗·奥姆斯特德设计。该仓库于1976年6月3日被國家史蹟名錄收录，是牛顿铁路站历史区的一部分。
该建筑曾经是汽车零件商店，经过翻修后，如今有一部分是牙周病诊所。尽管该仓库紧邻轻轨站，但是并不作为乘客候车使用，仅屋檐可作为遮雨棚。

## 无障碍环境
牛顿高地站由三个入口，核桃街和车站大道通往车站的斜坡，以及海德街上的楼梯。所有入口都至通向出城方向站台。乘客需要到达出城方向站台，跨过轨道后到达入城方向站台。车站斜坡较陡，站台也不是高站台，并不是完全无障碍车站，仅提供可移动抬升装置。
2019年，线路轨道施工期间，牛顿高地站被设为临时折返站，站台安装了临时斜坡使站台更容易到达。预计2020年末完成对车站的改造，使其变成完全无障碍车站。

## 车站结构
| G 街道/站台层 | 侧式站台，右侧开门 | 侧式站台，右侧开门      |
| G 街道/站台层 | 出城               | 往河滨 （艾略特）       |
| G 街道/站台层 | 入城               | 往政府中心 （牛顿中心） |
| G 街道/站台层 | 侧式站台，右侧开门 |                         |